# Totem
Totem —  вільний програвач аудіо та відео для UNIX-подібних  операційних систем (Linux, BSD тощо). Є офіційною складовою  графічного середовища GNOME, починаючи з версії 2.10, що вийшла у березні 2005 року. Але вже й до цього, де-факто, програвач був тісно пов'язаний з GNOME. Існує два варіанти Totem, що відрізняються один від одного використовуваним  фреймворком: totem-gstreamer (використовується за замовчуванням) і totem-xine. За зовнішнім виглядом обидва варіанти не відрізняються, а лише за переліком функцій.

## Можливості
Totem — простий у використанні, але досить функціональний плеєр. Список доступних функцій дещо відрізняється в залежності від застосовуваного  фреймворка. totem-gstreamer використовує фреймворк GStreamer і має кращу підтримку  форматів та розширюваність за рахунок численних плагінів. totem-xine заснований на xine і, на даний час, краще програє DVD і підтримує кілька форматів, недоступних з GStreamer.

### Інтеграційні можливості
Totem тісно інтегрований з  графічним середовищем GNOME і його стандартним  файловим менеджером Nautilus. Це включає в себе створення мініатюр відеофайлів і читання  метаданих для використання в Nautilus. Також існує плагін для Mozilla Firefox та інших програм, заснованих на двигуні Gecko, що дозволяє відтворювати відео та аудіо прямо в головному вікні браузера.

### Зображення та звук
Під час відтворення звуку можна ввімкнути візуалізацію (за замовчуванням використовується Goom). Можливі різні конфігурації виводу звуку: стерео, 4.0, 4.1, 5.0, 5.1. При перегляді відео доступні можливості масштабування, зміни відношення сторін і балансу кольорів. Можливий повноекранний перегляд відео або візуалізації.

### Робота з дисками
Можна програвати DVD, CD і VCD диски. Тип диска визначається автоматично.

### Підтримка плейлистів
Totem має підтримку багатьох форматів  плейлистів, в тому числі M3U, SHOUTcast, XML Shareable Playlist Format (XSPF), SMIL, ASX.

### Інші можливості
Totem можна використовувати для перегляду  телевізійних програм. Для цього треба мати DVB-T або DVB-S карту. Можна програвати потокове аудіо чи відео з Інтернету. На комп'ютерах, обладнаних  інфрачервоним портом, можна керувати програвачем через LIRC. Підтримується перегляд та ручне або автоматичне завантаження  субтитрів DVD, VCD і Ogg. Є можливість зробити знімок кадру. Підтримується вивід повідомлень на робочий стіл (через Gromit). Використовуючи відповідний плагін GStreamer, можна полегшити роботу з соціальною мережею YouTube [Архівовано 28 квітня 2005 у Wayback Machine.]. Розробляється утиліта користування  вебкамерою.